# Cratere Gardo
Gardo  è un cratere sulla superficie di Marte.